# دره تخت (غور)
دره تخت روستایی در   مرغاب از ولایت غور در کشور افغانستان است.